# Любо Мілош
Любомир «Любо» Мілош (хорв. Ljubomir "Ljubo" Miloš; 25 лютого 1919, Шамац — 20 серпня 1948, Загреб) — хорватський військовий, усташ, комендант концтабору Ясеновац, винний у низці воєнних злочинів Другої світової війни. У травні 1945 року він утік з Югославії до Австрії, у 1947 році повернувся до Хорватії з метою організації антикомуністичного виступу, був заарештований, засуджений югославським судом за воєнні злочини та повішений у серпні 1948 року.

## Ранні роки
Народився 25 лютого 1919 року у містечку Босанські-Шамац (нині Шамац). Навчався у початкових школах містечок Ораш'є і Босанськи-Брод, закінчив середню школу у Суботиці та працював там муніципальним клерком.

## Друга світова війна
6 квітня 1941 року війська країн блоку «осі» вторглися у Югославію, і слабо підготовлена Югославська королівська армія була вщент розбита. Югославія була розділена, і тим самим з'явилася Незалежна держава Хорватія, головою якої став хорватський націоналіст і фашист Анте Павелич, який раніше перебував у Королівстві Італія. Павелич, лідер руху усташів, отримав титул поглавника. Незалежна держава Хорватія займала всю територію сучасної Хорватії, Боснії та Герцеговини та частково Сербії, залишаючись де-факто німецьким й італійським квазіпротекторатом. Збройні сили та поліція нової держави займалися переслідуванням і винищенням сербського, єврейського та циганського населення.
Мілош прибув до Загреба у червні 1941 року, зустрівши свого двоюрідного брата, усташського командира В'єкослава Лубурича, та став його правою рукою. Лубурич підіймався кар'єрними сходами в Усташській наглядовій службі. У жовтні Мілош отримав призначення комендантом концтабору Ясеноваць й отримав звання надпоручика (старшого лейтенанта). Він також особисто відповідав за безпеку хорватського політика Владко Мачека, який перебував у в'язниці з 15 жовтня 1941 року до 15 березня 1942 року. Мачек помітив, що Мілош дуже часто молився, та запитав його, чи не боїться той покарання за ті злочини, які той скоїв у таборі як комендантом. Мілош відповів:
|  | Не кажи мені нічого. Я знаю, що буду горіти в пеклі за те, що я зробив і зроблю. Але я буду горіти за Хорватію. |

На початку 1942 року Мілоша перевели у концтабір Джяково, але навесні вже повернувся в Ясеновац на колишню посаду коменданта. Неодноразово він змагався з іншими офіцерами охорони у здатності катувати та вбивати якомога більше ув'язнених. Часто він одягався у білий халат, зображуючи лікаря перед хворими в'язнями, а також забирав їх під приводом того, щоб відправити у госпіталь, потім ставив у лінію до стіни та перерізав усім горлянки ножем, чим дуже пишався. Розправи над єврейськими в'язнями він називав «ритуальним вбивством». Свідок убивств Мілан Флуміані писав:
|  | Як тільки сімнадцять з нас прибули у Ясеновац, усташі побили нас прикладами гвинтівок і відвели на цегельний завод, де Любо Мілош вже вишикував дві групи, а ми прибували як особлива третя. Маричич запитав Любо Мілоша: «У кого мені стріляти першим?» Той відповів: «Ось ще прибули». Обидва направили свої автомати на 40 осіб з перших двох груп і розстріляли усіх. Потім він запитав першого з нашої групи, навіщо він сюди прибув, і той відповів, що винен у тому, що є сербом за народженням, після чого він вистрілив у того впритул. Потім він схопив лойфера, юриста із Загреба, і запитав про його рід занять. Коли той відповів, він вигукнув щось типу «юристи мені дуже подобаються, підійди ближче» і тут же його вбив. Потім він дізнався, що третій був лікарем із Загреба і наказав йому перевірити перших двох і підтвердити, що вони мертві. Коли лікар підтвердив, він повернувся до четвертої людини, але дізнавшись, що і цей є лікарем «помилував» усю групу. |

Мілош також завів вовкодава, спускав його з ланцюга та дозволяв йому загризати до смерті в'язнів. Влітку 1942 року він прибув до Італії, щоб пройти курси юриспруденції у Турині, але повернувся через 10 днів до Хорватії. У вересні він знову прибув до Ясенівця та став помічником коменданта. Війська під командуванням Мілоша спалили кілька сіл у жовтні 1942 року, розграбувавши будинки, заарештувавши сотні сербських селян і заславши їх у табори. Незабаром влада заарештувала Мілоша, але 23 грудня 1942 року Лубурич, що поклопотався, добився його звільнення. У січні 1943 року Мілош вступив у Хорватське домобранство та був зарахований до частини з Мостара. У Загреб він повернувся у квітні 1943 року, де залишався до наступної весни. У вересні отримав призначення комендантом Лепоглавської в'язниці.

## Арешт і смерть
До кінця війни Мілош дослужився до звання майора. У травні 1945 року він втік з Югославії через Північну Італію за підтримки Римо-католицької церкви до Австрії, встановивши зв'язок з хорватською міграцією. У 1947 році він таємно перетнув югославсько-угорський кордон з метою надання допомоги «крижарам», проте 20 липня 1947 року був заарештований югославською владою. Мілоша звинуватили у воєнних злочинах, суд над ним відбувся через рік. На суді той зізнався у вбивстві ув'язнених Ясеноваця та підтвердив, що усташі ще до початку війни готували плани знищення сербського населення. 20 серпня 1948 року Верховний суд Народної Республіки Хорватія визнав Мілоша винним за всіма статтями, і його повісили того ж дня.